# Glipa hieroglyphica
Glipa hieroglyphica es una especie de coleóptero de la familia Mordellidae.

## Distribución geográfica
Habita en Panamá y República Dominicana.